# Rosenaltaret
Rosenaltaret är en diktsamling av den finlandssvenska lyrikern Edith Södergran. 
Samlingen utkom i maj 1919 på Holger Schildts förlag i Helsingfors, och är den mest sammanhållna i fråga om dikternas tillkomsttid bland Södergrans böcker. I princip samtliga dikter i "Rosenaltaret", utom den långa "Fragment av en stämning", tycks ha skrivits mellan sommaren 1918 och våren 1919. Några dikter, bland annat titeldikten, hade ingått i manuskriptet till Septemberlyran (1918) och blivit refuserade där.
Stämningsläget och motiven i boken påminner mycket om Septemberlyran, men tonen är varmare och mindre anspänd; det har säkert att göra med att Södergran hade knutit en nära vänskap med Hagar Olsson som försvarat den tidigare boken, besökt henne i februari 1919 och blivit hennes viktigaste litterära samtalspartner. Södergran kallade gärna Hagar sin syster, och den andra avdelningen i boken innehåller en svit av dikter till en syster och förtrogen, som delvis är kalkerad på Hagar Olsson (även om en del av dikterna kan ha kommit till innan de hade mötts).
Dikten "Fragment av en stämning" är enligt Gunnar Tideström troligen tillkommen 1917, i samband med att Södergran fick budet om att hennes läkare Ludwig von Muralt avlidit i Schweiz.